# Cariamanga
Cariamanga, también conocida como San Pedro Mártir de Cariamanga, es una ciudad ecuatoriana; cabecera cantonal del Cantón Calvas, así como la tercera urbe más grande y poblada de la Provincia de Loja. Se localiza al sur de la Región interandina del Ecuador, asentada en una meseta baja de la cordillera occidental de los Andes, en las faldas del Cerro Ahuaca, a una altitud de 1950 m s. n. m. y con un clima templado seco de 20,2 °C en promedio.
En el censo de 2022 tenía una población de 13 175 habitantes, lo que la convierte en la octagésima primera ciudad más poblada del país. Fue fundada el 29 de abril de 1546, por Gonzalo Pizarro; siendo una de las principales localidades de la zona durante la época colonial. No obstante, durante el siglo XIX y la mitad del siglo XX, su desarrollo fue fuertemente afectado debido al conflicto limítrofe con Perú y una serie de desastres ambientales; siendo incluso bombardeada e invadida por Perú en la guerra del 41. Tras la guerra, presenta un acelerado crecimiento demográfico hasta establecer un poblado urbano; que sería posteriormente, uno de los principales núcleos urbanos de la provincia. Es uno de los más importantes centros administrativos, económicos, financieros y comerciales de Loja. Las actividades principales económicas de la ciudad son: la agricultura y la ganadería.

## Toponimia
Existe la creeencia que Cariamanga proviene de las voces quichuas Kuri = oro y manga = olla y que Cariamanga es olla de oro; pero no hay base científica, por las siguientes razones:
- Cariamanga, según se sabe, no tiene minas de oro, ni hay oro en sus ríos o quebradas circundantes. Lo anterior es sumamente importante, porque los primeros pobladores bautizaban a los cerros, ríos, quebradas, plantas, animales, etc., tomando en cuenta los elementos presentes o de gran significación en su cosmovisión andina.
- Curimanga, la menciona por primera vez el Prof. Darío Cisneros en su Monografía del cantón Calvas, publicada en el año 1953; y luego después el Prof. Gustavo Cabezas Jaramillo en su Monografía del Cantón Calvas del año 1962
- En escritos antiguos del Archivo Nacional de Historia, se menciona siempre el Pueblo de Cariamanga desde el año de 1591, cuando era encomienda del Capitán Pedro Pacheco (Jorge García Alberca, 2013: p. 48).

## Historia

### Época prehispánica
Durante miles de años llegaron a estos territorios multiplicidad de etnias con sus lenguas que han dejado una huella muy profunda en la toponimia, antroponimia, habla popular y costumbres de la población de sus actuales habitantes.
Con la llegada de los incas aproximadamente entre   1560 a 1575, se cambió o transformaron los nombre de los lugares, llegaron nuevos apellidos kichwas, aynmaras, mapuches, guaranís, etc., que junto a los autóctonos de origen arawak, nahuatl, maya, austronésicos, etc. , han formado un crisol o arcoíris de verdaderos tesoros de identidad cariamanguense. Los incas escogieron a Cariamanga por su ubicación con privilegiado clima, abundantes manantiales y quebradas con agua fresca y por estar atravesada por los caminos ancestrales que luego serían parte del capag-ñan. 
'Cariamanga'.
Fue un territorio de la misma familia étnica y lingüística de los proto jíbaros, arawakos, chibchas, etc., y cuyos parientes actuales son los shuaras, awajún, achuaras y huambisaa; aunque, hay bastantes aportaciones de las lenguas arawakas, tukanas, panos, chibcha, nahuatl y mayas o mayenses y de lenguas tan lejanas como las de Australia y Filipinas, lo que nos presenta un crisol de etnias y lenguas; o, dicho en otras palabras de un tronco lingüístico milenario. Es conocido que en la provincia de Loja habitaron los paltas, calvas, malacatos, parientes de los bracamoros del Alto Chinchipe y el nororiente peruano. Los incas en su expansión hacia el sur del actual Ecuador, sometieron tras cruentas batallas a los calvas-guayacundos. Antes de la llegada de los ibéricos, habitaban en Cariamanga dos parcialidades, una autóctona la de los "ichucas" (jíbaros) y la otra los "collanas" (quichuas-aimaras-mapuches) traídos por los incas, y su territorio se extendía dos leguas alrededor del pueblo. A inicios del 1600 aproximadamente, empiezan a llegar otros indígenas especialmente desde la zona de los cañaris, para suplir la mano de obra en las mitas y haciendas, por el drástico descenso de la población indígena de la "Provincia de Calvas". No existe en ningún documento colonial el nombre de Curimanga, como origen de la actual ciudad de Cariamanga.

"Cariamanga en la Época colonial" En la colonia Cariamanga, fue la capital de la encomienda y luego provincia de Calvas en el Corregimiento de Loja. En este pueblo se sucedieron muchos Tenientes de Corregidor y Justicia Mayor de la provincia de Calvas, que era una autoridad que administraba justicia a indígenas, españoles, mestizos, negros, etc. de igual manera había los cabildos Indígenas de los Indígenas Ichucas, Collanas y luego los Forasteros.
La actual ciudad está situada al pie del granítico cerro llamado Ahuaca, Waca o Wawaca por Juan de Velasco en su "Historia del Reino de Quito" o "Ahuaca" como se dice actualmente. El padre Velasco describe el cerro como un cono casi perfecto a cuyo pie había un manantial. A inicios del 1550 o 1560, se formó como "doctrina de indios" o "pueblo de indios", porque para el encomendero español y el cura doctrinero, el tenerlos reunidos en un pueblo, les facilitaba cobrar impuestos, adoctrinarlos y asignarles las tareas o mita. En la colonia fue capital o asiento principal (pueblo indígena) de la provincia de "Calvas", "De los calvas" , "De calva", De "Calba" o "Calbas", como escribían los españoles al referirse a la región de los actuales cantones de Gonzanamá, Calvas, Quilanga, Sozoranga, Macará y Espíndola. La provincia de Zarza, es mencionada por el padre Juan de Velasco en su "Historia del Reino de Quito". Nunca hubo una etnia, parcialidad o tribu con este nombre. (Jorge Enrique García Alberca, La Provincia de Calvas, obra inédita).
La Provincia de Calvas. En la colonia, en España, La Real Audiencia de Quito y el Virreinato de Lima se conocía como "Provincia de Calvas" a los territorios de los actuales cantones Calvas, Macará, Sozoranga, Espíndola, Gonzanamá y Quilanga.
Del pueblo de indios de Cariamanga a Villa de Cariamanga.
Al terminar el siglo XVIII, ya se la menciona en algunos documentos coloniales como "Villa de Cariamanga", y es en la "Ley de División Territorial" de la "Gran Colombia" que se crea el cantón Cariamanga el 25 de junio de 1824 (La Provincia de Calvas, Jorge García Alberca, 2015: p. 48). En una partida bautismal el padre Tomas Espinoza, bautiza a una niña y se lee textualmente: “En esta iglesia de Cariamanga, en treinta de Septiembre de mil ochocientos veinticinco años. Yo Tomas Espinoza, cura propio de dicha villa, bautice, puse Oleo  y Chrisma a María Micaela, hija del Capitán de milicias Ramón Ludeña y Agustina Aguirre”, antes de esta fecha se menciona el "Pueblo de Cariamanga". En la conformación del "Gobierno Federal de Loja" en 1859, se crea el cantón Calvas, hecho que es ratificado por el presidente Gabriel García Moreno en 1861 y años más tarde, la capital se trasladó a Sozoranga, pero el 14 de octubre de 1863, Cariamanga fue restituida como capital del cantón, durante el gobierno de Gabriel García Moreno.
Durante el siglo XIX y hasta aproximadamente 1950, se la sigue nombrando como Villa de Cariamanga, según consta en los Volúmenes de 1947, 1948,1949 y 1950 de "Academia Nacional de Historia" y otros documentos. (Tomado del libro inédito: La Provincia de Calvas de: Lic. Miryam Isabel Correa Correa y el Dr. Jorge García Alberca, 2018: p. 48).

## División Política de la Gran Colombia desde 1824 hasta 1830[2]
En 1824, por medio de la Ley de División Territorial de la República de Colombia, el departamento se subdividía en provincias. De acuerdo a las leyes de la Gran Colombia, a la cabeza del gobierno civil del departamento se hallaba un Intendente y la autoridad militar estaba representada por el comandante general del departamento.
| Boyacá       | Tunja            | Tunja, Casanare, Pamplona, y Socorro   |
| Cauca        | Popayán          | Popayán, Buenaventura, Chocó y Pasto   |
| Cundinamarca | Bogotá           | Bogotá, Antioquia, Mariquita y Neiva   |
| Ecuador      | Quito            | Pichincha, Chimborazo e Imbabura       |
| Guayaquil    | Guayaquil        | Guayaquil y Manabí                     |
| Istmo        | Ciudad de Panamá | Panamá y Veraguas                      |
| Magdalena    | Santa Marta      | Cartagena, Riohacha y Santa Marta      |
| Orinoco      | Cumaná           | Cumaná, Barcelona, Guayana y Margarita |
| Venezuela    | Caracas          | Caracas y Carabobo                     |
| Zulia        | Maracaibo        | Maracaibo, Coro, Mérida y Trujillo     |

Según el Artículo 12° de la Ley de División Territorial de la República de Colombia del 25 de junio de 1824, el departamento del Azuay comprendía 3 provincias y 11 cantones:
- Provincia de Cuenca. Capital: Cuenca. Cantones: Cuenca, Cañar, Gualaceo y Girón.
- Provincia de Loja. Capital: Loja. Cantones: Loja, Catacocha, Cariamanga y Zaruma.
- Provincia de Jaén de Bracamoros y Maynas. Capital: Jaén de Bracamoros. Cantones: Jaén, Borja y Jeveros.

### Cantón Cariamanga
En la elección de las "Cortes de Cádiz", para la constitución española de 1810-1814, se convocan a electores de las viceparroquias y parroquias eclesiásticas del Obispado de Cuenca. En la provincia de Loja las parroquias de curas, pasaron a ser las parroquias civiles entre ellas algunos pueblos y hoy ciudades y capitales de parroquias y cantones de la provincia de Loja.,
El cantón Cariamanga, como ya hemos señalado en líneas anteriores, se crea el 25 de junio de 1824 y tuvo como capital la hasta entonces parroquia y pueblo de Cariamanga, que es ascendida a la categoría de Villa, categoría o denominación que se prolongó hasta aproximadamente hasta la década 1950-1960. Los otros pueblos que conformaban el cantón Cariamanga eran Gonzanamá, Quilanga, Amaluza, Sozoranga, Macará, Colaisacapic (Colaisaca), Utuana, Jimbura, Changaimina, Tacamoros, Sacapalca, Nambacola. Muchos de estos pueblos pasaron en los siglos siglo XIX y XX a conformar nuevos cantones y parroquias y algunos de ellos a ser capitales parroquiales o cantonales.
Esta división territorial se tomó de acuerdo a la división eclesiástica para la creación del Obispado de Cuenca, a la cual pasó a pertenecer el Corregimiento de Loja, al separarse del Obispado de Quito.
Cariamanga en el Siglo XX. Durante la primera mitad del siglo XX, Cariamanga era una Villa eminentemente rural, no contaba con los servicios básicos de agua, luz eléctrica, canalización, carreteras, lo que si contaba era con servicio telegráfico, que había sido inaugurado a finales del siglo XIX.
Hechos importantes en el siglo XX. Como hechos importantes tenemos algunos que en el campo educativo, social, cultural, deportivo, de comunicaciones, servicios básicos que marcaran hitos históricos entre los que detallamos brevemente de manera cronológica.
- En el año 1932, se construye el primer proyecto de agua potable en el sitio y quebrada Churumaco.
- En el año 1930 llega el primer automóvil desarmado desde Guayaquil, Paita, de allí en tren hasta Sullana  en camión hasta Macará y finalmente a lomo de mulas a Cariamanga.
- En el año 1946 llega la carretera a Cariamanga, con ayuda de militares, población civil donde los varones comprendidos entre 20 y 50 años realizaron la  "Conscripción Vial".
- A mediados del siglo anterior se instala la primera planta termoeléctrica en la ciudad, porque antes se alumbraba con mecheros que se colocaban en unos postes de madera.
- En el año 1910 a 1920 estuvo vigente el primer Club llamado "Mariano Samaniego".
- En 1920 llegan los Hermanos Cristianos de "La Salle", siendo su primer director y profesor el hermano de origen francés Adolfo Letombeu
El año de 1939 se crea el "Normal Rural Eloy Alfaro". (Tomado del libro inédito: La Provincia de Calvas de: Lic. Miryam Isabel Correa Correa y el Dr. Jorge García Alberca, 2018: pp. 75-101).

### Límites
Al norte:con los cantones de Paltas y Gonzanamá.
Al sur:con la república del Perú.
Al este:con los cantones de Quilanga y Espíndola.
Al oeste:con el cantón de Sozoranga.
Distancia desde la ciudad de Loja: 111km.

## Clima
Cariamanga se encuentra asentada en una meseta montañosa por lo que el clima está influenciado por los fenómenos atmosféricos característicos de zonas andinas del sur de Ecuador (abundantes lluvias estacionales, periodo seco prolongado, alta radiación solar, heladas y neblina), el clima es templado seco con un toque veraniego, con una temperatura promedio anual de 20 °C, llegando en el día hasta +26 °C y cayendo hasta 15 °C en las noches, los meses secos son los más cálidos. 
Hay un promedio de 6 meses secos al año y debido a su ubicación y a la baja carga de humedad atmosférica, es común que el clima sea bastante soleado. Durante todo el año es común tener una radiación solar bastante alta y muchas horas de sol al día, 
En el año llueve menos de sesenta días, todas las precipitaciones estacionales son al Pacífico, con algunos pequeños episodios de lloviznas rápidas de oriente. 
La vegetación predominante es de matorral arbustivo y está compuesta por faiques, acacias, álamos, eucaliptos, nopal, cardos espinosos, arrayanes, nogales, cabuyos y plantas de guineo y mango jíbaro.
| Parámetros climáticos promedio de Cariamanga, Ecuador | Parámetros climáticos promedio de Cariamanga, Ecuador | Parámetros climáticos promedio de Cariamanga, Ecuador | Parámetros climáticos promedio de Cariamanga, Ecuador | Parámetros climáticos promedio de Cariamanga, Ecuador | Parámetros climáticos promedio de Cariamanga, Ecuador | Parámetros climáticos promedio de Cariamanga, Ecuador | Parámetros climáticos promedio de Cariamanga, Ecuador | Parámetros climáticos promedio de Cariamanga, Ecuador | Parámetros climáticos promedio de Cariamanga, Ecuador | Parámetros climáticos promedio de Cariamanga, Ecuador | Parámetros climáticos promedio de Cariamanga, Ecuador | Parámetros climáticos promedio de Cariamanga, Ecuador | Parámetros climáticos promedio de Cariamanga, Ecuador |
| Mes                                                   | Ene.                                                  | Feb.                                                  | Mar.                                                  | Abr.                                                  | May.                                                  | Jun.                                                  | Jul.                                                  | Ago.                                                  | Sep.                                                  | Oct.                                                  | Nov.                                                  | Dic.                                                  | Anual                                                 |
| ----------------------------------------------------- | ----------------------------------------------------- | ----------------------------------------------------- | ----------------------------------------------------- | ----------------------------------------------------- | ----------------------------------------------------- | ----------------------------------------------------- | ----------------------------------------------------- | ----------------------------------------------------- | ----------------------------------------------------- | ----------------------------------------------------- | ----------------------------------------------------- | ----------------------------------------------------- | ----------------------------------------------------- |
| Temp. máx. abs. (°C)                                  | 27.9                                                  | 26.5                                                  | 27.5                                                  | 27.5                                                  | 26.9                                                  | 26.2                                                  | 25.9                                                  | 27.9                                                  | 30.5                                                  | 31.2                                                  | 33.4                                                  | 30.2                                                  | 28.1                                                  |
| Temp. máx. media (°C)                                 | 24.0                                                  | 24.0                                                  | 25.0                                                  | 25.0                                                  | 24.0                                                  | 25.0                                                  | 25.5                                                  | 25.7                                                  | 26.5                                                  | 26.5                                                  | 27.1                                                  | 26.4                                                  | 26.5                                                  |
| Temp. media (°C)                                      | 19.0                                                  | 19.0                                                  | 20.0                                                  | 20.0                                                  | 19.5                                                  | 18.9                                                  | 18.5                                                  | 19.2                                                  | 20.0                                                  | 20.5                                                  | 20.9                                                  | 20.5                                                  | 20.2                                                  |
| Temp. mín. media (°C)                                 | 15.0                                                  | 15.0                                                  | 15.0                                                  | 15.0                                                  | 15.0                                                  | 14.0                                                  | 13.0                                                  | 14.0                                                  | 14.0                                                  | 14.0                                                  | 14.0                                                  | 14.0                                                  | 15.0                                                  |
| Temp. mín. abs. (°C)                                  | 12.0                                                  | 12.0                                                  | 13.0                                                  | 13.0                                                  | 12.0                                                  | 12.0                                                  | 12.0                                                  | 12.0                                                  | 12.0                                                  | 12.0                                                  | 12.0                                                  | 12.0                                                  | 12.0                                                  |
| Precipitación total (mm)                              | 81                                                    | 129                                                   | 166                                                   | 67                                                    | 25.2                                                  | 12.9                                                  | 7.5                                                   | 0.5                                                   | 0.6                                                   | 31.5                                                  | 18.2                                                  | 41                                                    | 577.5                                                 |
| Días de precipitaciones (≥ 1.0 mm)                    | 12                                                    | 16                                                    | 18                                                    | 8                                                     | 4                                                     | 3                                                     | 2                                                     | 1                                                     | 1                                                     | 5                                                     | 3                                                     | 8                                                     | 81                                                    |
| Fuente n.º 1: World Meteorological Organization       |                                                       |                                                       |                                                       |                                                       |                                                       |                                                       |                                                       |                                                       |                                                       |                                                       |                                                       |                                                       |                                                       |
| Fuente n.º 2: NOAA                                    |                                                       |                                                       |                                                       |                                                       |                                                       |                                                       |                                                       |                                                       |                                                       |                                                       |                                                       |                                                       |                                                       |

## Población
La Ciudad de Cariamanga cuenta con una población en 2010 de 28 185 habitantes, se encuentra mayoritariamente en la urbe de Cariamanga, que contiene las parroquias urbanas de San Vicente, Chile y Cariamanga1:  el 60,4 % de la población se ubica en periferia y el 39,6 % en Cariamanga centro o ciudad.
En 1922 se abrió la escuela de los Hermanos Cristianos de La Salle, seguida en los años 1930s por la Escuela Rural Normal Eloy Alfaro.
En julio y agosto de 1941, Cariamanga fue bombardeada por el Cuerpo Aeronáutico del Perú, dentro de la guerra entre este país y Ecuador. La población sería tomada como referencia para la delimitación de una zona desmilitarizada en el acuerdo de Talara, firmado el 2 de octubre de ese mismo año.

## Grandes personajes nacidos en Cariamanga
General Moisés Oliva Jiménez
El general Moisés Oliva Jiménez nace en la villa de San Pedro Mártir, de Cariamanga, provincia de Loja el 12 de abril de 1874, hijo de Francisco Oliva Roncalli y de doña Ricarda Jiménez. En 1895, cuando Eloy Alfaro asumía la conducción del Estado Ecuatoriano, Moisés Oliva, con 21 años ingresa al Ejército. Inicia su preparación militar en Quito y a su cultura rural se suma la cultura urbana y a sus ideas de frontera, se complementan con las ideas de la capital de los ecuatorianos, se recibió de teniente en 1896.
La Revolución Liberal, analizada desde el desarrollo de la institución militar, es la época de la cimentación ideológica, de la aglutinación de planteamientos para fortalecer su estructura, es la recepción obligada de tecnología y adelantos bélicos, es la visualización de nacimiento de líderes y conductores que comienzan a pensar en lo nacional.
Nuestro precursor ante un estado nacional en formación, como soldado formado en la revolución e impulsado por el orgullo de su origen rural y provinciano, gracias a la apertura de un hombre de cultura como Alfredo Baquerizo Moreno y mientras ejercía las funciones de Jefe del Estado Mayor del Ejército, decidió contribuir con iniciativas en el campo de la cultura, organización e historia, para apoyar los planteamientos estratégicos que tenían las autoridades liberales y así continuar con el ideario radical Alfarista.
El 19 de noviembre de 1916, recogiendo la idea inicial de Olmedo Alfaro, preside la comisión para la creación del Círculo Militar, el 17 de diciembre es elegido el primer presidente de esta organización cultural, y en esta función gestiona los fondos para la construcción monumental y aprueba el diseño arquitectónico de la actual sede de la Academia Nacional de Historia Militar. En la primera directiva se puede notar la presencia del coronel Ángel Isaac Chiriboga como secretario y al mayor Luis Telmo Paz y Miño como prosecretario, ambos también precursores de la investigación histórica militar ecuatoriana.
En octubre de 1917 sale el primer número de la revista militar "El Ejército", instrumento de formación y cultura, que luego de la ausencia de nuestro precursor será nombrado director el general Ángel Isaac Chiriboga, gracias a estas publicaciones podemos disponer de bases ciertas sobre la investigación histórica de los acontecimientos nacionales e internacionales que no solamente era un espacio abierto para los miembros del Ejército sino que contaba con la participación de connotados escritores nacionales.
En mayo de 1919, se inauguró el museo militar que fue solemnemente abierto por el presidente de la República; el general Oliva había apoyado incesantemente mal director de la Escuela Militar. En una parte de su discurso dice "El Congreso Nacional debería expedir un Decreto, y así lo solicito, declarando de propiedad nacional, todos los trofeos de guerra que conquistó el Ejército de los Libertadores, en las batallas de emancipación política; y también las banderas, estandartes y más objetos tomados en la batalla de Tarqui y que hoy están en poder de particulares que los ocultan a la admiración y veneración del pueblo".
En junio de 1919, es nombrado presidente del Comité 24 de Mayo, casi al siglo de la gesta heroica de la Batalla de Pichincha, se creyó justo construir este monumento en las faldas del volcán Pichincha, para lo cual inició la construcción de la carretera que permita llegar hasta la "Cima de la Libertad". Para concluir y compendiar sus acciones se puede decir que Moisés Oliva es el resultado y el promotor de un cambio social, para que nos alejemos del individualismo y comencemos a trabajar en la nueva patria.
El general Oliva fallece en Génova el 8 de mayo de 1926, a los 52 años, mientras desempeñaba funciones diplomáticas en Italia. Su hoja de vida da cuenta que participó en más de 10 combates y en tres batallas, unas proclamando victoria, y otras asumiendo la derrota.
Dr. Jerónimo Carrión y Palacio Jerónimo Carrión
Fotografía del Dr. Jerónimo Carrión, tomada en Lima Perú en 1867 por Eugenio Courret y Hermanos Calle, cuyo original es del Dr. Miguel Diaz Cueva y una copia reposa en EL Instituto nacional de Patrimonio Cultural
Biografía. Nació en la Entonces hacienda Camayos de propiedad de sus padres y hoy barrio Camayos de la parroquia San Guillin, cantón Calvas, que en ese entonces era parte de la parroquia eclesiástica de Cariamanga. Murió en Quito el 5 de mayo de 1873.
Administración.- Presidente Constitucional: Del 7 de septiembre de 1865 al 6 de noviembre de 1867. Carrión fue un hombre severo en las costumbres, justiciero, tenaz en las resoluciones, pero en el fondo débil, incapaz de quebrantar lo establecido tradicionalmente, sumiso respetuoso de la Constitución y de las leyes. Luego de la segunda elección popular y directa que se celebra en el país, ascendió al poder el 7 de septiembre de 1865, remplazando a Gabriel García Moreno. El triunfo de Carrión fue notorio al superar con una cifra muy elevada el número de votos de los otros contendores, personajes de alta valía política tales como Manuel Gómez de la Torre, José María Caamaño, Miguel Heredia y Mariano Cueva.
Obras.- El nuevo mandatario demostró apenas subió al poder, una honestidad y una lealtad muy notables; honestidad de procedimientos, lealtad a los principios. Pero dejó ver una falta de energía, de la que abusaron los adversarios del régimen actual y los que aún no perdonaban la vigilancia y la severidad del anterior. El fracaso de este Gobierno en el que cualquier otra época habría sido un gobierno constructivo y de lata significación histórica, dio principio en el contraste de caracteres entre García Moreno y Jerónimo Carrión. El Ministro de Gobierno, asumió él solo todas las funciones del régimen, al extremo que todo el país notaba la falta de voluntad del Presidente, aunque no fue del todo así. Sin embargo la administración fue atinada y se desenvolvía en un clima de paz y de relativa tolerancia.

## Barrios
| PARROQUIA   | BARRIO / COMUNIDAD |
| Cariamanga  | Shilupa, Yaraco, Santa Teresa, Agua Dulce, Tierras Coloradas, Ahuaca del Carmen; Shoras, Taparuca, Yambaca, Tabloncillo, San Juan, Cochas, San José, El Toldo, Guara Yundama, Yunga, Chalacanuma, Cariamanga. |
| San Vicente | San Antonio, Ahuaca Agua Dulce, Tierras Coloradas, La Quesera, La Palma, Cangopita, Macaicanza, Trigopamba, Arrayán, San Vicente. |
| Chile       | San Pedro Mártir, Cascajal, Chaquisaca, Luranda, Gualo, Bella María, Pishinamaca, Ardanza, Suanamaca, Tablazo, Jacapo, Cuinuma, Tambillo, Chile. |
| Colaisaca   | Moras, Piedra Negras, Guamba, Guallachal, Pulpería, Zurunuma, Tuchemine, Paratza, Riodopamba, Abreojos, Tarume, Ajilanga, Belamine, Atillo, Horcón, La Laguna, Tunas, Upaco, Ningomine, Socanche, El Batán, Carango, Cochapamba, Cerro Grande, Yaguarcocha, Choras, Yurarrumi y Colaisaca. Yanayanta, Gualo, Naranjo, Molle, Pampa Grande, Quisuala, Guallachal, Pongo, Limón, Chinchanga Grande, Algodonal, Guanangui, Porotillo, Santanilla y Lucarquí... son comunidades en Sozoranga, estrechamente vinculadas a la parroquia y al cantón1. |
| El Lucero   | Centro Cívico, Pindo Alto, La Ramada, El Sauco, El Arrayán, La Unión, Pindo Bajo, Santa Ana, San Roque, Tungani, Naypongo, El Tablón, San José, Quisanga, Tierras Coloradas, El Lucero. |
| Sanguillín  | San Joaquín, Camayos, Calvas, Usaime, Melva Usaime, Pasallal, Loma Larga, Cachaco, Sununga, La Cruz, Tabloncillo, Algodón, Sanguillín. |
| Utuana      | Azanuma, Tunas Chingulle, Papaca, Urama, Pueblo Nuevo, El Suro, Chantaco, Shocopa, Artón Bajo, Artón Alto, Tumbunuma, Samanamaca, Calguamine, Utuana. |

## Lugares de Interés
- Iglesias
- Iglesia Central San Pedro Martil
- Iglesia Nuestra Señora de la Nube
- Iglesia El Cimborio
- Iglesia La Merced
- Iglesia Divino Niño
- Iglesia San Vicente

- Cerro Ahuaca
- Cerro El Yeso
- Cerro Pan de azúcar
- Pileta y Plaza Baño del Inca (ingreso a la ciudad)
- Barrio ciudadela Amazonas
- Cascadas el Remanso 
- Bares, Restaurantes, Cafeterías, Comidas Rápidas, Discotecas, Centros Nocturnos. 
- Parques
- Parque y Plaza Central
- Parque de la Madre (Barrio Chile)
- Parque La Nube (recreativo)
- Parque San Vicente
- Parque de la Merced

- Balnearios
- Balneario Las Rocas
- Balneario Charlouis
- Balneario Los Cipreses
- Balneario La Cascada
- Balneario El Lucero

## Instituciones estatales
- Gobierno Autónomo Descentralizado del Cantón Calvas
- Empresa Municipal de Agua Potable y Alcantarillado (EMAPAC)
- Ministerio de Inclusión Económica y Social (MIES)
- Dirección Distrital de Salud 11D06 (MSP)
- UPC Distrito Calvas (Policía del Ecuador)
- Cuerpo de Bomberos de Cariamanga
- Dirección Distrital de Educación 11D06 (MINEDUC)
- Registro Civil y Cedulación
- Jefatura Política
- Comisaría Nacional
- Corporación Nacional de Telecomunicaciones (CNT)
- Empresa Eléctrica Regional del Sur (EERSA)
- MAGAP (equipo técnico Calvas)
- Unidad del Registro Social
- Batallón de Infantería N° 20 Capitán Díaz (Ejército Ecuatoriano)
- Sala espejo del ECU 911
- Edificio Judicial de Calvas
- Centro de Matriculación Vehicular

## Casas de Salud
- Hospital Básico de Cariamanga "José Miguel Rosilló" - MSP
- Centro de Salud Tipo A Cariamanga - MSP
- Centro de Salud Ambulatoria Tipo B Cariamanga - IESS
- Hospital del Día Tamayo
- Clínica de Psicorreabilitación Dios mi Sanador
- Medilab
- Consultorio Médicos Particulares
- Laboratorios Particulares
- Cadenas Nacionales de Farmacias

## Instituciones educativas
- Unidad Educativa Fiscomisional Santa Juana de Arco "La Salle"
- Unidad Educativa Fiscomisional Monseñor Santiago Fernández García
- Unidad Educativa Eloy Alfaro
- Unidad Educativa Cariamanga
- Unidad Educativa Ambato
- Unidad Educativa Fiscomisional María Auxiliadora
- Escuela Chile
- Escuela Luz de América
- Escuela de Educación Especializada Padre Franco José Aguirre Córdova
- Escuela de Educación Básica Jennifer y Jaely Ludeña
- Escuela Particular Bilingüe Happy Kids
- Instituto Superior Tecnológico Mariano Samaniego
- Instituto Superior Tecnológico Cariamanga
- Universidad Técnica Particular de Loja Extensión Cariamanga
- Universidad Nacional de Loja Extensión Cariamanga
- Sindicato de Choferes Profesionales del Cantón Calvas
- Escuela de Conducción Sportmancar

## Hoteles
- Hotel y Canchas Sintéticas D'RIO
- Hostal Pamplona
- Hostal JV
- Hotel La Torre
- Grand Hotel Calvas
- Bermeo Plaza Hotel
- Hostal la Siesta del Viejo
- Hostal San Francisco

## Instituciones Financieras
- BanEcuador
- Banco de Loja
- Cooperativa de Ahorro y Crédito Padre Julián Lorente
- CoopMego
- Cacpe Loja
- Cooperativa de Ahorro y Crédito Cariamanga LTDA
- Banco del Pichincha
- Fundación FACES Agencia Cariamanga

## Deportes
Como en la mayor parte del Ecuador, los deportes más practicados son el Fútbol, Baloncesto, Atletismo, Ecuaboli, Boxeo; aunque en estos últimos tiempos, la ciudad de Cariamanga a destacado con muchos deportistas en el ámbito del ciclismo quienes al momento se encuentran participando en equipos europeos.
- Estadio Municipal Ciudad de Cariamanga
- Estadio del BI 20 Cap. Díaz
- Coliseo Municipal de Deportes Ciudad de Cariamanga
- Canchas Sintéticas: D'Rio - Baloncito - Kanchita - San José - Bombonera - Charlouis
- Piscina Semi Olímpica Amado Bolívar Cevallos
- Coliseo de la Unidad Educativa La Salle
- Piscina Semi Olímpica de la Salle

Clubes:
- 6 de Abril
- Sporting Chile
- Unión
- San Vicente
- Alianza
- Stutgart
- Cosmos
- Olimpo
- Crespo
- Ciudad de Cariamanga
- Ardillas Racing
- Calvas Extremo
- Sport Villarreal
- Kids Soccer
- The Koits
- Scout

## Transporte
La ciudad de Cariamanga cuenta con un Terminal Terrestre, que cuenta con servicios de buses internacionales e interprovinciales:
- Cooperativa de Transportes Unión Cariamanga
- Cooperativa de Transportes Loja
- Cooperativa de Transportes Santa

Transporte Urbano:
- Compañía de Taxis Ahuaca Express
- Compañía de Transportes Ciudad de Cariamanga
- Compañía de Transportes 14 de Octubre
- Compañía de Buses urbanos Curimanga Express
- Compañía TransJerónimo
- Compañías de Rancheras

## Medios de Comunicación
- Radio Ecuasur 102.1 Fm  en estéreo
- Radio Cariamanga 104.5 Fm RC Plus
- Supercable TV Canal 4 (empresa de Televisión por cable e internet)
- Cariamanga TV
- Radio Unión Calvense AM